# Tecate (by)
32°34′6.6576″N 116°37′57.893″V / 32.568516000°N 116.63274806°V
Tecate er en by i den mexicanske delstat Baja California. byen er administrativt centrum for kommunen Tecate, og det indg¨r som en del af Tijuanas storbyområde. der bor omtrent 66 000 indbyggere i byen, som er kendt for sit øl, Tecate, som er meget populært i Mexico og i de sydlige delstater i USA. 
- Wikimedia Commons har flere filer relateret til Tecate (by)